# Carl Friedrich von Stiernberg
Carl Friedrich von Stiernberg (* 22. Juni 1806 in Hanau; † 7. September 1891 in Kassel) war ein deutscher Politiker und Minister im Kurfürstentum Hessen.

## Leben
Von Stiernberg war nacheinander Landrat in Rinteln, Kassel und Eschwege. Danach war er als Regierungskommissar in Schmalkalden tätig. Von 1862 bis 1864 wirkte er als kurhessischer Innenminister. 1848–1849 war er Mitglied der kurhessischen Ständeversammlung für die Städte des Schwalmstroms.